# Musa’ed Al-Randi
Musa'ed Mubarak Al-Randi (arab. مساعد مبارك الرندى) – kuwejcki piłkarz ręczny, uczestnik Letnich Igrzysk Olimpijskich 1980.
W 1980 roku wziął udział w Letnich Igrzyskach Olimpijskich w Moskwie. W całym turnieju zdobył 21 goli; miał także dwie żółte kartki i jedno wykluczenie. Razem z kolegami z reprezentacji zajął ostatnie 12. miejsce, a jego drużyna przegrała wszystkie mecze turnieju.